# Cold Norton
Cold Norton is een civil parish in het bestuurlijke gebied Maldon, in het Engelse graafschap Essex.